# Aurel Duma
Aurel Duma (* 25. Juli 1919 in Baba, Coroieni, Kreis Maramureș; † 1993 in Bukarest) war ein rumänischer Diplomat und Politiker der Rumänischen Kommunistischen Partei PMR (Partidul Muncitoresc Român) und ab 1965 PCR (Partidul Comunist Român), der unter anderem zwischen 1960 und 1966 Präsident des Nationalen Olympischen Komitees von Rumänien, von 1966 bis 1972 Botschafter in der Volksrepublik China, zwischen 1976 und 1978 Mitglied des Sekretariats des Zentralkomitees (ZK) der PCR sowie von 1979 bis 1989 Staatssekretär im Außenministerium war.

## Leben

### Schlosser und Parteifunktionär
Duma begann nach dem Besuch der Elementarschule sowie der Industrieschule 1933 eine Berufsausbildung zum Maschinenschlosser in einer Metallbauwerkstatt in Dej und arbeitete danach als Schlosser bei der staatlichen Eisenbahngesellschaft CFR (Căile Ferate Române) in Ilva Mică und Vatra Dornei sowie anschließend in der Vulcan-Fabrik und danach in der Malaxa-Fabrik in Bukarest.
Im Dezember 1945 wurde er Mitglied der damaligen Kommunistischen Partei PCR (Partidul Comunist din România) und war von Februar 1946 bis 1947 Verantwortlicher für Kader im Parteikomitee von Rupea sowie danach Verantwortlicher für die Abteilung Bauern im Parteikomitee in der Region Târnava Mare, ehe er 1948 dort Verantwortlicher für die Organisationsabteilung wurde. Im Anschluss war er von 1948 bis Mai 1949 erst Instrukteur und danach zwischen Mai 1949 und 1950 Verantwortlicher für die Propaganda- und Agitationsabteilung im Parteikomitee der Region Târnava Mare.
Nach einer Verwendung als Vize-Direktor des Verlagswesens der PMR absolvierte er 1951 die Parteihochschule „Ștefan Gheorghiu“ und arbeitete danach von 1951 bis 1954 als Sekretär des Generalrates der Rumänischen Gesellschaft für die Beziehungen mit der Sowjetunion ARLUS (Asociația Romănă pentru Legăturile cu Uniunea Sovietică). Duma, der zeitweise auch ein Studium der Rechtswissenschaften absolvierte, fungierte zwischen 1954 und 1960 als stellvertretender Leiter der ZK-Abteilung für Propaganda und Agitation.

### NOK-Präsident, Abgeordneter und Botschafter in der VR China
Auf dem siebten Parteitag der PMR vom 23. bis 28. Dezember 1955 wurde Duma zum Mitglied der Zentralen Revisionskommission gewählt und gehörte dieser bis zum 23. Juli 1965 an. Daneben war er zwischen Februar 1960 und dem Dezember 1965 Präsident der Union für Körperkultur und Sport (Uniunii de Cultură Fizică și Sport) und als solcher zugleich als Nachfolger von Manole Bodnăraș zwischen 1960 und seiner Ablösung durch Anghel Alexe 1966 auch Präsident des Nationalen Olympischen Komitees von Rumänien (Comitetul Olimpic Român).
1961 wurde er erstmals Mitglied der Großen Nationalversammlung (Marea Adunare Națională) und vertrat dort bis 1969 den Wahlkreis Nr. 41 Zimnicea. Er wurde auf dem neunten Parteitag der PCR vom 19. bis 24. Juli 1965 zum Kandidaten des ZK gewählt.
Am 5. März 1966 wurde Duma außerordentlicher und bevollmächtigter Botschafter in der Volksrepublik China und bekleidete dieses diplomatische Spitzenamt bis zum 4. Januar 1972.

### ZK-Sekretär und Staatssekretär im Außenministerium
Am 12. August 1969 wurde er zwischenzeitlich auch Mitglied des ZK der PCR, dem er bis zur rumänischen Revolution am 22. Dezember 1989 angehörte. Nach seiner Rückkehr nach Rumänien war er zunächst vom 4. Januar 1972 bis zum 7. Mai 1978 Leiter der Kanzlei des ZK der PCR und als solcher zuletzt von Juli 1976 bis zum 23. März 1978 auch Mitglied des Sekretariats des ZK der PCR. Im Anschluss war er zwischen dem 7. März 1978 und dem 29. August 1979 Leiter der Abteilung für Schriften und Veröffentlichungen des ZK der PCR sowie vom 23. März 1978 bis zum 23. November 1979 zudem Mitglied der Zentralen Parteikontrollkommission der PCR (Colegiul Central de Partid).
Duma wurde schließlich am 1. September 1979 Staatssekretär im Außenministerium und übte diese Funktion ebenfalls bis zum Sturz des Regimes von Nicolae Ceaușescu am 22. Dezember 1989 aus. Er war damit der engste Mitarbeiter der damaligen Außenminister Ștefan Andrei, Ilie Văduva, Ioan Totu sowie Ion Stoian. Zugleich fungierte er seit dem 18. Januar 1980 auch als Sekretär des Exekutivbüros des Nationalrates der Demokratischen Sozialistischen Einheitsfront FDUS (Frontul Democrației și Unitǎții Socialiste), die für die Aufstellung der Kandidatenlisten zu den Wahlen zur Großen Nationalversammlung verantwortlich war, und war seit dem 27. März 1980 ebenfalls Mitglied der Kommission für Probleme mit Partei- und Staatskadern beim ZK der PCR.
1975 wurde er wieder zum Mitglied der Großen Nationalversammlung gewählt und vertrat diesmal zunächst den Wahlkreis Nr. 5 Costești, danach zwischen 1980 und 1985 den Wahlkreis Nr. 4 Adjud sowie zuletzt von 1985 bis 1989 den Wahlkreis Nr. 2 Selbeș. Während seiner Parlamentszugehörigkeit war er seit dem 22. März 1975 auch Vizepräsident des Ausschusses für Verfassung und Recht der Großen Nationalversammlung.

### Ehrungen und Auszeichnungen
Für seine langjährigen Verdienste wurde Duma mehrfach ausgezeichnet und erhielt unter anderem die Medaille „Befreiung vom faschistischen Joch“ (Medalia eliberarea de sub jugul fascist), 1952 die Medaille zur Erinnerung an das fünfjährige Bestehen der Volksrepublik Rumänien (Medalia A V-a aniversare a R.P.R.), 1954 den Orden der Arbeit Zweiter Klasse (Ordinul Muncii), 1957 den Stern der Volksrepublik Rumänien Vierter Klasse (Ordinul Steaua Republicii Populare Române), 1959 den Orden 23. August Vierter Klasse (Ordinul 23. August), 1962 die Medaille zu Ehren des Abschlusses der Kollektivierung der Landwirtschaft (În cinstea încheierii colectivizării agriculturii), 1964 den Stern der Volksrepublik Rumänien Dritter Klasse, 1966 den Orden Tudor Vladimirescu Dritter Klasse (Ordinul Tudor Vladimirescu), 1968 die Medaille zur Erinnerung an das 20-jährige Bestehen der Volksrepublik Rumänien (Medalia A XX-a aniversare a R.P.R.), 1971 den Titel Held der sozialistischen Arbeit (Erou al Muncii Socialiste), 1971 die Goldene Medaille „Sichel und Hammer“ (Medalia de aur secera și ciocanul), 1974 den Orden 23. August Zweiter Klasse, 1981 sowie erneut 1984 den Stern der Sozialistischen Republik Rumänien Zweiter Klasse (Ordinul Steaua Republicii Socialiste România).
Darüber hinaus wurde ihm am 21. Oktober 1975 das Großkreuz des portugiesischen Orden des Infanten Dom Henrique verliehen.